# عین زعطوط

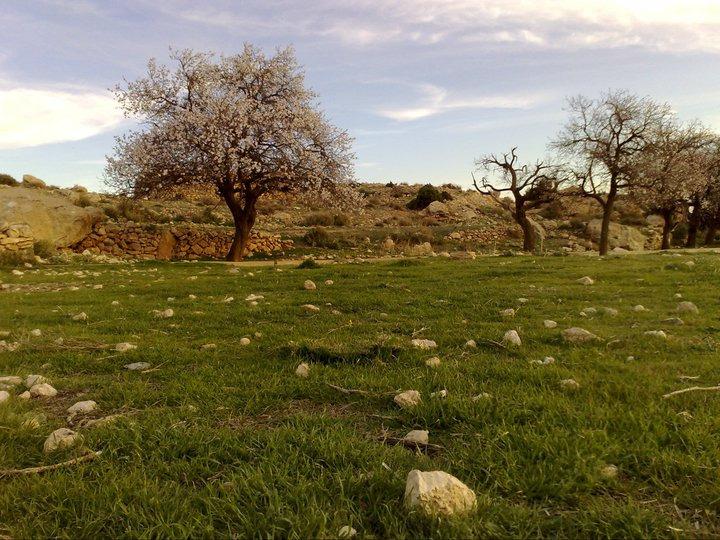
بهار در عین زعطوطه

عین زعطوط  یک شهرداری‌های الجزایر در الجزایر است که در استان بسکره واقع شده‌است.
 عین زعطوط  ۲٬۲۳۰ نفر جمعیت دارد.